# みやかわ香月
みやかわ 香月（みやかわ かづき、1969年9月25日 - ）は、日本の女性声優。東京都出身。オフィス・ティービー所属。旧名：宮川 香月（みやかわ かづき）。

## 人物
日本ナレーション演技研究所出身。
2010年4月までアーツビジョンに所属していた。
趣味・特技はお昼寝とネットサーフィン、読書など。

## 主な出演作品

### テレビアニメ
2013年
- 夜桜四重奏 -ハナノウタ-（おばさん）

### 劇場アニメ
2013年
- コードギアス 亡国のアキト 第2章「引き裂かれし翼竜」（婦人）

### ゲーム
1993年
- フラッシュハイダース（リラ）
- プリンセスメーカー2（水星神マーキュリー 他）

1995年
- パチ夫くんFX 幻の島大決戦（デフィ・キュンバラ）

1996年
- バーチャルめもりある（卯月弥生）
- ファイアーウーマン纏組（美山玲子）
- マイ・ベスト・フレンズ st.アンドリュー女学園編（西崎やよい）

1997年
- どきどきシャッターチャンス〜恋のパズルを組み立てて〜（花咲早苗）
- 麻雀学園祭（秋野まこと）

1998年
- スピリチュアルソウル（ユイリィ）
- ファイティングカップ（メイリン）

1999年
- 格闘伝承〜F-Cup Maniax〜（リ・メイリン）
- トゥルーラブストーリー2（瑞木あゆみ）
- リトルプリンセス マール王国の人形姫2（ニャンコ、ニャンシー）

2000年
- 天使のプレゼント マール王国物語（ニャンコ、ニャンシー）

2001年
- マールDEジグソー（ニャンコ、ニャンシー、ジークリンデ）

2003年
- アークス・ファタリス（マリア、ティジー、美女アリシア）
- マールじゃん!!（ニャンコ、ニャンシー）

2009年
- アンティフォナの聖歌姫 〜天使の楽譜 Op.A〜（ニャンコ、セーニョ）

### 吹き替え
- ナイトシフト_真夜中の救命医 (モリー・ラモス)
- オザークへようこそ
- ゴッド・ブレス・アメリカ
- トラベラーズ
- パニックゾーン制御不能
- 男と女の大人可愛い恋愛法則
- ７デイズ

### ドラマCD
- 相乗り七福神（仮）（製作・主演のラジオ風ドラマ）

1999年
- トゥルーラブストーリー2 オリジナルサウンドトラック（瑞木あゆみ）
- トゥルーラブストーリー2 ドラマCD act.4 〜風そよぐ丘に…（瑞木あゆみ）
- トゥルーラブストーリー2 ドラマCD act.5 〜この街のどこかで〜（瑞木あゆみ）

## CD
- Candy Maker（1999年）「オレンジ」
- トゥルーラブストーリー2 ボーカルコレクション（1999年10月20日）「0.1秒の永遠」
- リトルプリンセス 〜マール王国の人形姫2〜（2000年3月8日）「カルカンスキー家とバケネコフ家」「戦士のさだめ」